# Erin Tierney
Erin Hinano Tierney (* 29. Juni 1970) ist eine ehemalige Sprinterin von den Cookinseln.

## Sport
Tierney war die erste Frau der Cookinseln, die bei den Olympischen Spielen antrat. Sie trat bei den Olympischen Sommerspielen 1988 in Seoul an. Im Wettbewerb über 100 m und 200 m kam sie im Vorlauf jeweils auf Rang acht und schied damit aus. Sie repräsentierte die Cookinseln auch bei den Commonwealth Games 1990 in Auckland. Außerdem hält sie den nationalen Rekord im Weitsprung, den sie mit 5,37 m am 23. Juni 1988 in Dunedin errang.